# Saint-Thois
Saint-Thois är en kommun i departementet Finistère i regionen Bretagne i västra Frankrike. Kommunen ligger i kantonen Châteauneuf-du-Faou som tillhör arrondissementet Châteaulin. År 2022 hade Saint-Thois 709 invånare.

## Befolkningsutveckling
Antalet invånare i kommunen Saint-Thois
Referens:INSEE